# Herb gminy Koniusza
Herb gminy Koniusza – jeden z symboli gminy Koniusza, autorstwa Włodzimierza Chorązkiego, ustanowiony 24 lipca 2007.

## Wygląd i symbolika
Herb przedstawia na tarczy koloru błękitnego na złotym wzgórzu srebrnego wspiętego konia, skierowanego w prawo, a przed nim: u góry srebrna krzywaśń zwieńczona złotym krzyżem, a pod krzywaśnią złoty kłos zboża i dwie srebrno-złote kosy. Koń nawiązuje do nazwy gminy, krzywaśń do herbu Szreniawa, zboże do tradycji rolniczych gminy, kosy przypominają o udziale mieszkańców w insurekcji kościuszkowskiej (i postaci Bartosza Głowackiego), natomiast wzgórze symbolizuje Górę Koniuską.